# Саркисян, Луиза Ашотовна
Луиза Ашотовна Саркисян (арм. Լուիզա Սարգսյան Աշոտի) — армянский политический деятель. Вице-президент Женского совета партии «Процветающая Армения». В 2017 году избрана депутатом 6-го созыва Национального Собрания от блока «Царукян» (порядковый номер 68).

## Образование и научная деятельность
Луиза Ашотовна в 1999 г. окончила факультет русского языка и литературы Ереванского государственного университета. Кандидат филологических наук.
2001—2003 гг. — преподаватель русского языка и литературы в Ереванском университете культуры. 2003—2009 гг. — преподаватель русского языка в Государственном инженерном университете Армении.
С 2013 г. преподает на кафедре русского языка Национального политехнического университета Армении, где через 2 года заняла должность ассистента кафедры, в 2018 доцента кафедры.
С 2019 г. преподает в Ереванском государственном университете языков и социальных наук имени В. Я. Брюсова.

## Карьера
В периоды с 2008 по 2009 и с 2010 по 2013 гг. являлась помощником директора ЗАО «Глобал Моторс» по связям с Россией.
В 2014 г. вступила в партию «Процветающая Армения».
2 апреля 2017 года была избрана депутатом Национального собрания Армении по общегосударственному избирательному списку блока партий «Царукян».
В 2018 году заняла должность вице-президента Женского совета партии «Процветающая Армения».
Луиза Ашотовна является автором ряда научных статей и учебных пособий.